# Mondays at the Enfield Tennis Academy
Mondays at The Enfield Tennis Academy ist ein Jazzalbum des Jeff Parker ETA IVtet. Die  2019 und 2021 entstandenen Aufnahmen erschienen am 28. Oktober 2022 auf Eremite Records.

## Hintergrund
Das Album ist eine Chronik von Parkers regelmäßigen Auftritten mit seinem Quartett an Montagabenden in der Enfield Tennis Academy, einer kleinen Bar im Viertel Highland Park in Los Angeles, deren Name aus David Foster Wallaces Roman Infinite Jest stammt. Mondays at The Enfield Tennis Academy ist der Mitschnitt von Stücken aus mehreren Konzerten, der im Frühjahr und Sommer 2019 sowie im Frühjahr 2021 in dem im Albumtitel genannten Veranstaltungsort in Los Angeles live aufgenommen wurde. Mit dem Gitarristen Jeff Parker spielten Anna Butterss am Bass, Josh Johnson am Saxophon und Jay Bellerose am Schlagzeug. Die LP-seitenlangen Tracks mit einer durchschnittlichen Länge von jeweils meist über 20 Minuten sind nur nach den Daten benannt, an denen sie aufgenommen wurden.
Die Sessions in der ETA hatten großen Einfluss auf das Entstehen des Albums Small Medium Large (2024) von SML, einem Ensemble, an dem auch Buuters und Johnson beteiligt waren.

## Titelliste
- Jeff Parker ETA IVtet: Mondays at The Enfield Tennis Academy (Eremite Records)

1. 2019-07-08 I 21:46
2. 2019-07-08 II 23:37
3. 2019-05-19 18:00
4. 2021-04-28 20:17

Die Kompositionen stammen von Jeff Parker.

## Rezeption
Nach Ansicht von Jim Marks (Dusted) würde diese Musik einen Raum irgendwo zwischen Jazz und Ambient einnehmen, ähnlich dem, den Parker mit und neben Gruppen wie der Natural Information Society um Joshua Abrams und zu seiner Zeit mit Tortoise erforscht hat. Der Sound habe zwar ein Live-Feeling, aber man höre keine Publikumsgeräusche. Scheinbar rein improvisiert, sei die Musik nichtsdestotrotz zielstrebig und entwickle sich, ohne sich auf Crescendos oder schnelle Tempo- oder Instrumentenwechsel zu verlassen. Alle vier Spieler würden dem gemeinsamen Projekt verpflichtet bleiben, anstatt sich aufeinander zu verlassen, um ihr Solospiel zu unterstützen, auch wenn es natürlich einige schöne Soli gebe, die sich mit Unterstützung der Rhythmusgruppe organisch entwickeln. Gleichzeitig beruhigend, verspielt und zum Nachdenken anregend, sei dies eine herausragende Aufnahme mit dem Potenzial, selbst diejenigen anzusprechen, für die Parkers Arbeit mit Tortoise oder in anderen Umgebungen keinen Anklang gefunden hat.

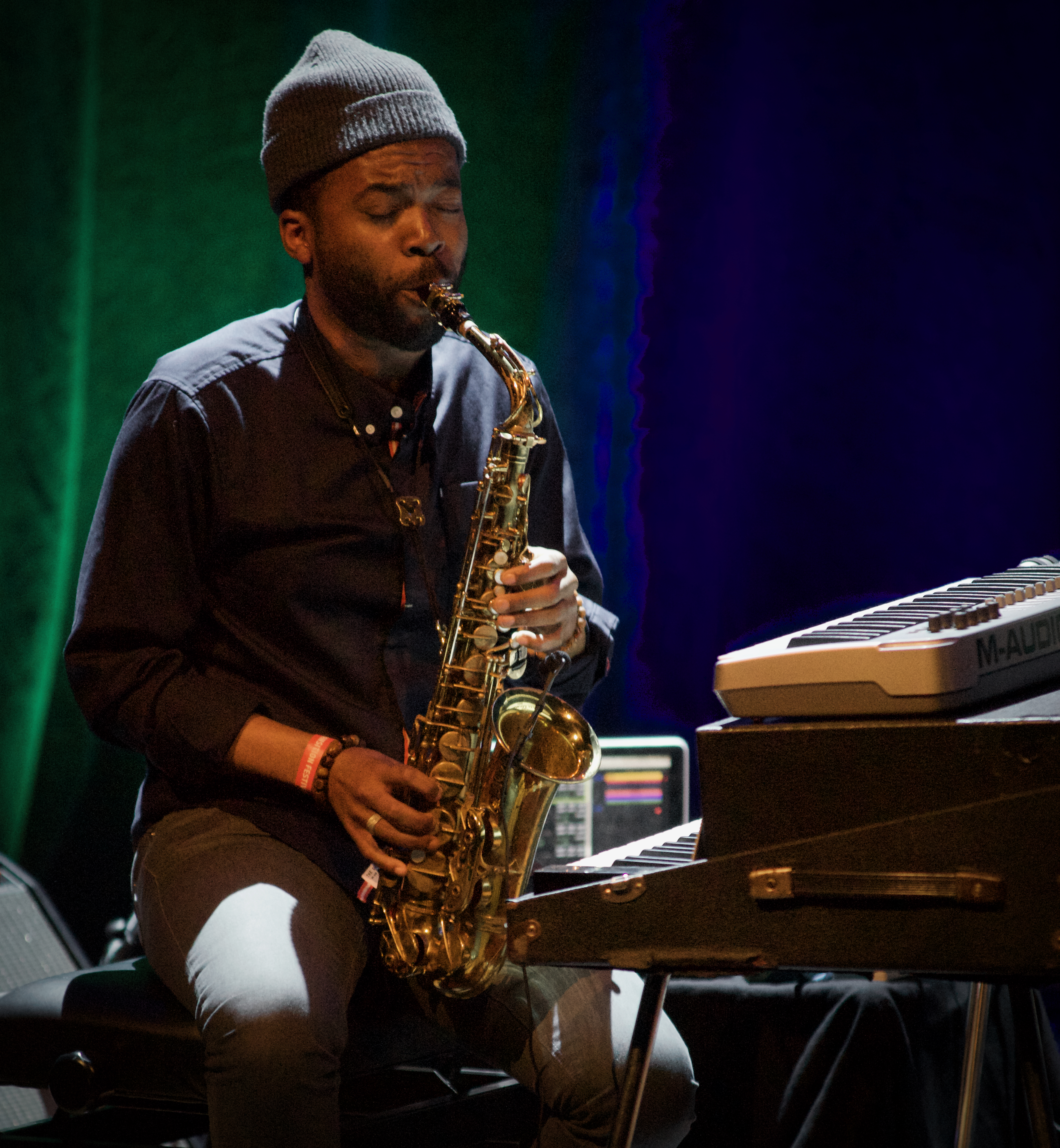
Josh Johnson mit dem Jeff Parker Quartet beim Transition Festival im Tivoli Vredenburg Utrecht, 2017

Parker habe einen wunderschönen Ton auf der Gitarre, der ihn zum logischen Erben von Kenny Burrell machen würde, wenn er es wollte – aber ein stabiles Profil in einer Routineumgebung sei ihm nie genug gewesen. Er fühle sich wohl mit Verzerrung, Dysphorie und Klangvielfalt, meint Josh Jackson (WRTI). In dem kleinen Raum einer Bar mit knappem Platz für eine Band hätten Parker und sein Quartett Musik kreiert, die leicht als Soundtrack durchgehen könnte – „die perfekte Hintergrundstimmung für Bargespräche, Anmachsprüche und ein geschäftiges Personal, das Bestellungen entgegennimmt und [mit dem] Geschirr klappert.“ Aber wenn man genau hinhört, würde etwas Erstaunliches in diesen vier langen Stücken passieren. Vier hochtalentierte Musiker hätten eine einzigartige Resonanz konstruiert, die sich schrittweise entfalte.
Dies sei eine ungewöhnlich intime Live-Aufnahme – die Spieler scheinen sich in diesem kleinen Club sehr wohl zu fühlen, schrieb T. Wilcox (Aquarium Drunkard). Das Quartett strebe nicht wirklich nach kosmischen Momenten ekstatischer Gemeinschaft, auch wenn diese Momente gelegentlich vorkämen. Stattdessen begnügten sie sich damit, diese fließenden, spontanen Kompositionen in ihrem eigenen Tempo erblühen zu lassen. Hier herrsche eine meditative und gemächliche Atmosphäre à la Natural Information Society. Aber es gebe auch eine Anmutung von leiser Verspieltheit, wenn Parker die Gruppe in Bereiche führt, die sich manchmal endlos wiederholen, bevor sie in neue und schöne Grooves, unerzählte Melodien und seltsame Landschaften zersplittern. Dieses Doppelalbum würde den Zuhörern „ein ganzes Universum zum Erkunden geben – eines, das größer und schillernder zu werden scheint, je mehr man es dreht“.
Andrew Sacher (Brooklyn vegan) zählte Mondays at the Enfield Tennis Academy zu den besten Jazz-Alben des Jahres 2022; wenn die Entstehung der Aufnahmen auf dem Papier zunächst chaotisch und überwältigend anmute, werde man beim Hören vielleicht überrascht sein, wie straff und hypnotisierend die Ausführung klinge. Sowohl Parker als auch Johnson verwendeten Loop-Pedale, mit denen sie die Effekte von Samples und elektronischer Musik in einer Live-Umgebung nachahmen konnten. Die Geheimwaffe des Albums sei Schlagzeuger Jay Bellerose, dessen Spiel sich eher von Hip-Hop-Beats der Boom-Bap-Ära inspiriert anfühlen würde als von traditionellem Jazz-Drumming, und der den Montagabend-Sessions einen Backbeat gebe, bei dem man einfach nicht mit dem Mitnicken aufhören könne.